# William Stewart Halsted
William Stewart Halsted, född 23 september 1852 i New York, USA, död 7 september 1922 i Baltimore, Maryland, var en amerikansk kirurg. 
Han anställdes som överkirurg vid Roosevelt Hospital i New York 1881 och blev professor i kirurgi vid Johns Hopkins University i Baltimore 1889. Han invaldes 1917 som utländsk ledamot av Vetenskapsakademien i Stockholm.
Under hela sitt yrkesliv var han beroende av kokain och senare även morfin, som inte var olagliga under hans tid. Som framgår av Oslers dagbok utvecklade Halsted en hög nivå av drogtolerans mot morfin. Han "kunde aldrig minska mängden till mindre än tre korn dagligen" (omkring 200 milligram). Halsteds missbruk var resultatet av experiment med bruket av kokain som bedövningsmedel, vilka han utförde på sig själv.

## Biografi
Halsted var son till Mary Louisa Haines och affärsmannen William Mals. Hans familj var av engelskt ursprung och var mycket förmögen med två hem i delstaten New York. En av deras hem var på den femte avenyn i New York City och annan var en gods i Westchester County, New York. Han utbildades i hemmet av handledare fram till 1862, då han skickades till internatskola i Monson, Massachusetts vid tio års ålder. Han skrevs senare in vid Phillips Academy i Andover, Massachusetts, där han tog examen 1869. Halsted började sedan på Yale College efter ett års studier hemma. I slutet av hans sista år på Yale, verkade ett nyfunnet intresse för medicin ha uppstått då han deltog i medicinska föreläsningar vid Yale Medical School och studerade böcker om ämnena anatomi och fysiologi.

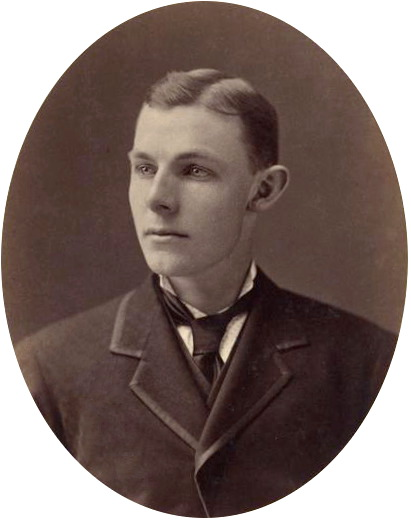
Halsted år 1874

Efter examen från Yale 1874 började Halsted på Columbia University College of Physicians and Surgeons. En läkare som var central för hans utbildning till medicinsk forskare var Henry B Sands, en välkänd kirurg, som var Halsteds handledare under denna tid. Han tjänstgjorde också som assistent till professorn i fysiologi John Call Dalton, en annan person med inflytande på utbildningen. Han tog examen och ansökte därefter  om en praktikplats på Bellevue Hospital i New York, där han arbetade som huskirurg under ett år.
Under praktiken introducerades Halsted till bruket av antiseptik genom läkarnas användning av Joseph Listers teknik, skapad 1867. Detta utlöste ett intresse hos Halsted, och han hjälpte till att hantera infektioner på Bellevue Hospital under resten av praktiken. Han avslutade sin akademiska karriär som topp 10 i sin klass och deltog sedan i en tävling som placerade honom i toppen. Han tog slutligen sin doktorsexamen 1877.
År 1890 gifte sig Halsted med Caroline Hampton, brorsdotter till Wade Hampton III, en tidigare general i Sydstatsarmén och även tidigare guvernör i South Carolina. De köpte High Hampton Mountain Retreat i North Carolina av Carolines tre mostrar. Där odlade Halsted dahlior och fortsatte sin hobby med astronomi. Han och hans hustru hade inga barn. Han dog 1922, 16 dagar före sin 70:e födelsedag, av bronkopneumoni som en komplikation av kirurgi för gallsten och kolangit.

## Karriär
Efter examen började Halsted som husläkare  på New York Hospital i april 1878. Där introducerade han sjukhuskartan som visar patientens temperatur, puls och andning. Det var också där som han träffade patologen William H. Welch, som skulle bli hans närmaste vän. Han lämnade New York Hospital i oktober 1878.
Efter att ha uttömt alla medicinska utbildningsmöjligheter i USA flyttade Halsted till Europa. Där studerade han under ledning av flera framstående kirurger och forskare, däribland Edoardo Bassini, Ernst von Bergmann, Theodor Billroth, Heinrich Braun, Hans Chiari, Friedrich von Esmarch, Albert von Kölliker, Jan Mikulicz-Radecki, Max Schede, Adolph Stöhr, Richard von Volkmann, Anton Wölfler och Emil Zuckerkandl. Under tiden i Europa började cancer att studeras mera brett, vilket gjorde tidpunkten för hans ankomst idealisk. Erfarenheterna inspirerade honom till ett antal nya medicinska idéer och praktiska grepp som han skulle bidra med i USA.
Halsted återvände till New York 1880 och arbetade på flera sjukhus, bland andra Bellevue Hospital och Roosevelt Hospital (numera Mount Sinai West). Där arbetade han som gästläkare. Han anställdes senare som chefskirurg på Emigrant Hospital. På Bellevue Hospital övertygade han sjukhuset om att resa ett tält som användes för hans kirurgiska område där han kunde utveckla idén om antiseptisk kirurgi. Han började också undervisa, oftast toppelever. Detta gjorde han genom att varva teori och praktik.
År 1882 utförde Halsted en av de första operationerna av gallblåsa i USA – en kolecystektomi utförd på hans mor liggande på köksbordet. Han tog bort sju gallstenar och modern blev fullt återställd. Han utförde också en av de första akuta blodtransfusionerna i USA.
År 1884 läste Halsted en rapport av den österrikiske ögonläkaren Karl Koller, som beskrev kokainets bedövningsförmåga när det appliceras på ögats yta. Han kunde genom experiment visa att kokain kunde produceras säkert och ge effektivt lokalbedövning, när det applicerades lokalt eller injicerades. Han utförde test på sig själv innan han använde den på sina patienter under operationer. Detta genom att injicera  drogen, vilket ledde till att han utvecklade ett drogberoende. År 1885 publicerade han en osammanhängande artikel i New York Medical Journal, vilken anses påvisa hur långt beroendet gått.
Under en sju månaders vistelse på Butler Sanatorium i Providence, Rhode Island försökte man bota hans kokainberoende med hjälp av morfin. Detta ledde dock till att han även utvecklade ett beroende av morfin, en sjukdom han fick dras med resten av sitt liv. Han fortsatte, trots detta, sin karriär som  banbrytande kirurg; många av hans innovationer är fortfarande standardrutiner för operationssalar. Hans kokainberoende avslutade emellertid hans medicinska karriär i New York City.

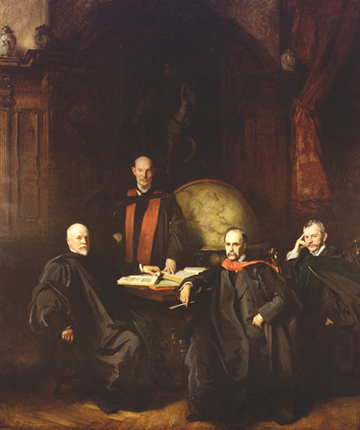
De fyra läkarna Osler, Halsted, Welch och Kelly

År 1886 började Halsted och William Welch organisera det nya Johns Hopkins Hospital i Baltimore, Maryland. Han började arbeta i Welchs experimentella laboratorium och presenterade en uppsats vid Harvard Medical School. Strax därefter återtogs han till Butler Hospital och stannade där i nio månader innan han återvände till Baltimore. När Johns Hopkins University Hospital öppnade i maj 1889, blev han chef för dess patientavdelning, tillförordnad kirurg och biträdande professor i kirurgi. År 1890 utnämndes han till överläkare på sjukhuset. År 1892 grundade Halsted tillsammans med Welch, William Osler och Howard Kelly Johns Hopkins School of Medicine och Halsted utsågs till dess första professor i kirurgi.